# Embia lesnei
Embia lesnei is een insectensoort uit de familie Embiidae, die tot de orde webspinners (Embioptera) behoort. De soort komt voor in Algerije.
Embia lesnei is voor het eerst wetenschappelijk beschreven door Ross in 1966.